# سورية وفلسطين تحت الحكم العثماني (كتاب)
سورية وفلسطين تحت الحكم العثماني كتاب تأريخي بقلم قسطنطين بازيلي، الذي كان دبلوماسياً روسياً في سورية تحت الحكم العثماني خلال النصف الأول من القرن التاسع عشر وتنقل بين يافا وبيروت. تناول المؤلف القضايا السياسية في سورية العثمانية والعلاقات بين الدولة العثمانية وروسيا القيصرية والغرب (بالأخص فرنسا وبريطانيا). يمثل الكتاب مرجعاً تاريخياً يوثق ويسرد تفاصيل دقيقة من الحياة العربية في ذلك الوقت وعلاقات الشعب العربي بالحكام العثمانيين، وإن كانت تسرد الأحداث من وجهة النظر الروسية البحتة.
صدر الكتاب بنسخته الروسية في أوديسا عام 1861 وترجمته إلى العربية ونشرته دار التقدم عام 1989.